# Catalino Rivarola
Catalino Rivarola Méndez (Asunción, 30 de abril de 1965) es un exfutbolista paraguayo. Jugaba como defensa central. Destacó en Grêmio y Palmeiras, clubes con el que conquistó la Copa Libertadores de 1995 y 1999, respectivamente. Fue internacional con selección de fútbol de Paraguay.

## Selección nacional
Ha sido internacional con la selección de fútbol de Paraguay en 53 partidos entre 1988 y 1998 anotando 4 goles. Su debut se produjo el 7 de septiembre de 1988 en un partido amistoso ante Ecuador en la que su selección ganó 5-1 con uno de los goles convertidos por el mismo Rivarola a los 29 minutos. Participó en la Copa Mundial de la FIFA 1998 y en la Copa América 1989 y 1991.

### Participaciones en Copas del Mundo
| Mundial                      | Sede    | Resultado        |
| ---------------------------- | ------- | ---------------- |
| Copa Mundial de la FIFA 1998 | Francia | Octavos de final |

### Participaciones en Copa América
| Torneo            | Sede   | Resultado    |
| ----------------- | ------ | ------------ |
| Copa América 1989 | Brasil | Cuarto lugar |
| Copa América 1991 | Chile  | Primera fase |

## Clubes
| Club                | País      | Año       |
| ------------------- | --------- | --------- |
| Cerro Porteño       | Paraguay  | 1986-1991 |
| Talleres de Córdoba | Argentina | 1991-1995 |
| Grêmio              | Brasil    | 1995-1998 |
| Palmeiras           | Brasil    | 1999      |
| América FC          | Brasil    | 2000      |
| Libertad            | Paraguay  | 2001      |

## Palmarés

### Títulos regionales
| Título            | Club   | Estado             | Año  |
| ----------------- | ------ | ------------------ | ---- |
| Campeonato Gaúcho | Grêmio | Río Grande del Sur | 1996 |

### Títulos nacionales
| Título               | Club          | País     | Año  |
| -------------------- | ------------- | -------- | ---- |
| Primera División     | Cerro Porteño | Paraguay | 1987 |
| Primera División     | Cerro Porteño | Paraguay | 1990 |
| Torneo República     | Cerro Porteño | Paraguay | 1991 |
| Campeonato Brasileño | Grêmio        | Brasil   | 1996 |
| Copa de Brasil       | Grêmio        | Brasil   | 1997 |

### Títulos internacionales
| Título              | Club      | País      | Año  |
| ------------------- | --------- | --------- | ---- |
| Copa Libertadores   | Grêmio    | Medellín  | 1995 |
| Recopa Sudamericana | Grêmio    | Tokio     | 1996 |
| Copa Libertadores   | Palmeiras | São Paulo | 1999 |